# Runenstein von Järsberg

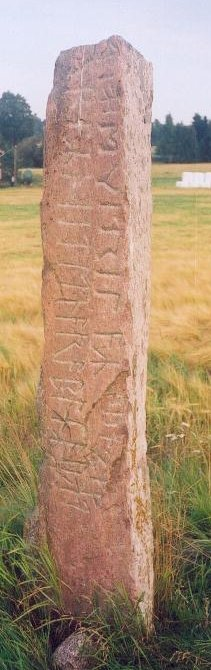
Runenstein von Järsberg

Der Runenstein von Järsberg (schwedisch Järsbergstenen – Samnordisk runtextdatabas KJ 70; Vr 1) steht in Järsberg, südlich von Kristinehamn in der Provinz Värmlands län in Schweden.
Der pfeilerartige, aus dem 6. Jahrhundert stammende, also eisenzeitliche Runenstein ist einer der ältesten Steine Schwedens. Er wurde 1862, teilweise mit Erde bedeckt, auf einem Feld liegend entdeckt. Der Bauer wollte ihn als Zaunpfosten verwenden, erkannte aber, dass der Stein etwas Besonderes war.
Der Runenstein soll sich zusammen mit einem unbeschrifteten Stein in einem Steinkreis befunden haben. Der obere Teil fehlt und wurde trotz Suche nicht gefunden. Der Reststein aus rötlichem Gneisgranit hat die stattliche Höhe von 1,85 m. Eine Untersuchung im Jahre 1975 ergab eine Gesamtlänge von 2,2 Metern.
Da die Inschrift unvollständig ist, lässt sie sich nicht exakt deuten, zumal die Runenforscher rätseln, in welche Richtung die Runen zu lesen sind.
Laut Infotafel lautet die Inschrift (Lesung von Jansson):
Ljuv (?) ist mein Name. Ravn ist mein Name. Ich, Eril, schreibe die Runen.